# Jean-Nicolas Topsent
Jean-Nicolas Topsent est un officier de marine et homme politique français, né le 12 juin 1755 et mort le 18 août 1816 à Quillebeuf-sur-Seine.

## Biographie
Son père, Jean-Baptiste, comme sa mère, Anne Le Cerf, sont issus de familles de gens de mer. Son patronyme est d’origine danoise.

## Le marin
Activement présent lors de nombreux évènements qui marquèrent l’histoire de la France, il fut successivement Lieutenant de vaisseau dans la baie de Chesapeake lors de la guerre d’indépendance américaine, puis député à la Convention et au Conseil des Anciens, il accompagna l'amiral Villaret-Joyeuse lors des combats de Groix et participa, avec Hoche, à la défense des côtes lors du débarquement des émigrés à Quiberon. Enfin, capitaine de vaisseau, il est de l'expédition de Saint-Domingue dirigée par le général Leclerc puis est désigné par le Premier consul pour commander l'escadre qui aurait dû conduire l'armée du général Victor à la Louisiane.

## Le conventionnel
Durant sa période parlementaire, absent pour cause de maladie lors des votes sur la mort de Louis XVI, il prit une grande part dans la réorganisation de la marine. Partisan des méthodes appliquées par Jeanbon Saint-André, il poursuit sa carrière pendant le Directoire.
Victor Hugo le mentionne dans son roman « Quatrevingt-treize » au chapitre consacré à la Convention.